# Divisões administrativas em 1910
Nesta página encontrará referências aos acontecimentos directamente relacionados com a regiões administrativas ocorridos durante o ano de 1910.

## Eventos
- 31 de Agosto - Portugal: Por ordem de D. Manuel II, é criada a freguesia da Gafanha da Nazaré.